# Годинівка
Годи́нівка —  село в Україні, в Острицькій сільській громаді Чернівецького району Чернівецької області.

## Історія
З 24 серпня 1991 року село входить до складу незалежної України.

## Населення

### Мова
Розподіл населення за рідною мовою за даними перепису 2001 року:
| Мова            | Кількість | Відсоток |
| --------------- | --------- | -------- |
| румунська       | 1219      | 96.67%   |
| українська      | 34        | 2.70%    |
| російська       | 6         | 0.47%    |
| білоруська      | 1         | 0.08%    |
| інші/не вказали | 1         | 0.08%    |
| Усього          | 1261      | 100%     |

## Світлини

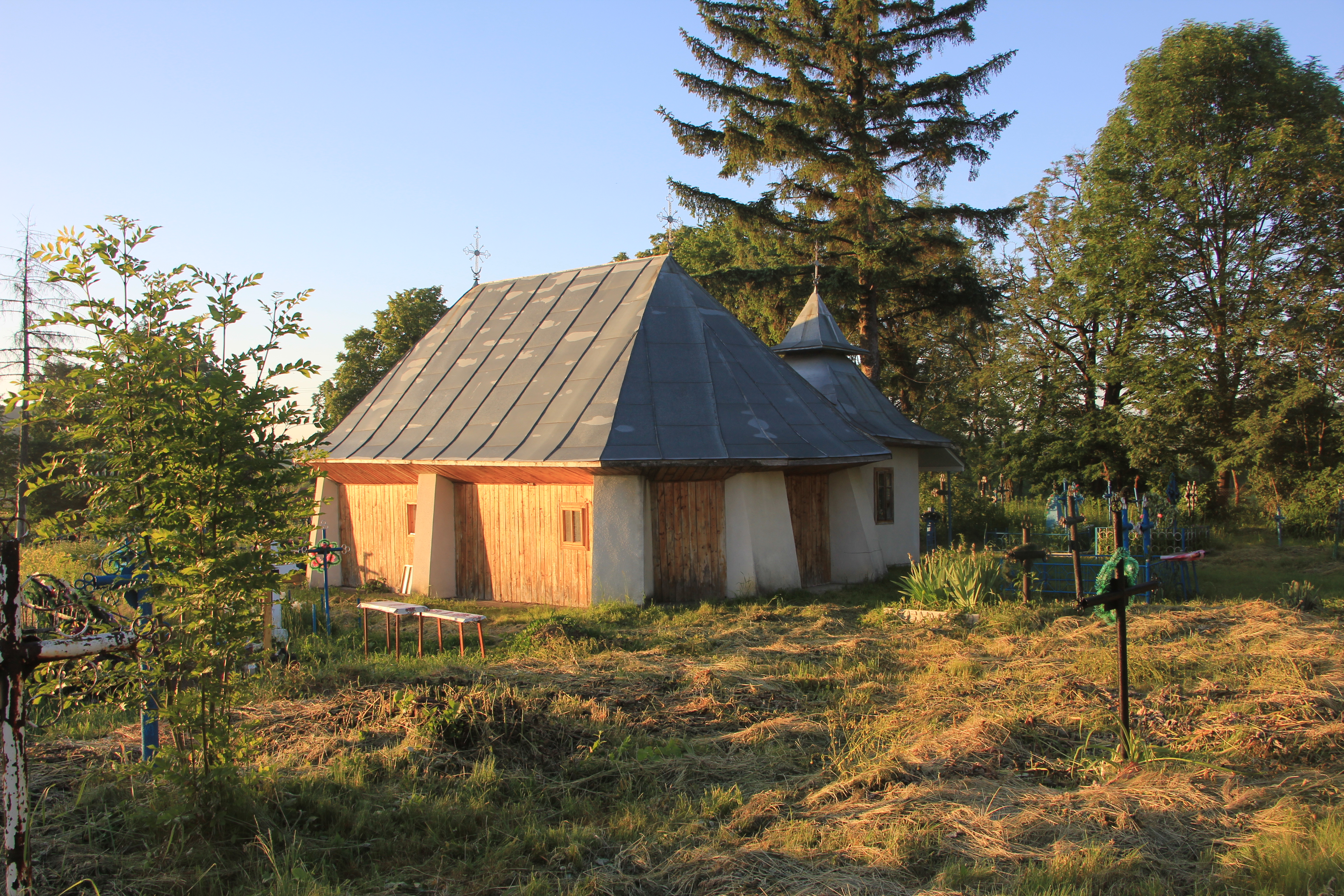
Дерев'яна церква Св. Миколи 1880 с. Годинівка
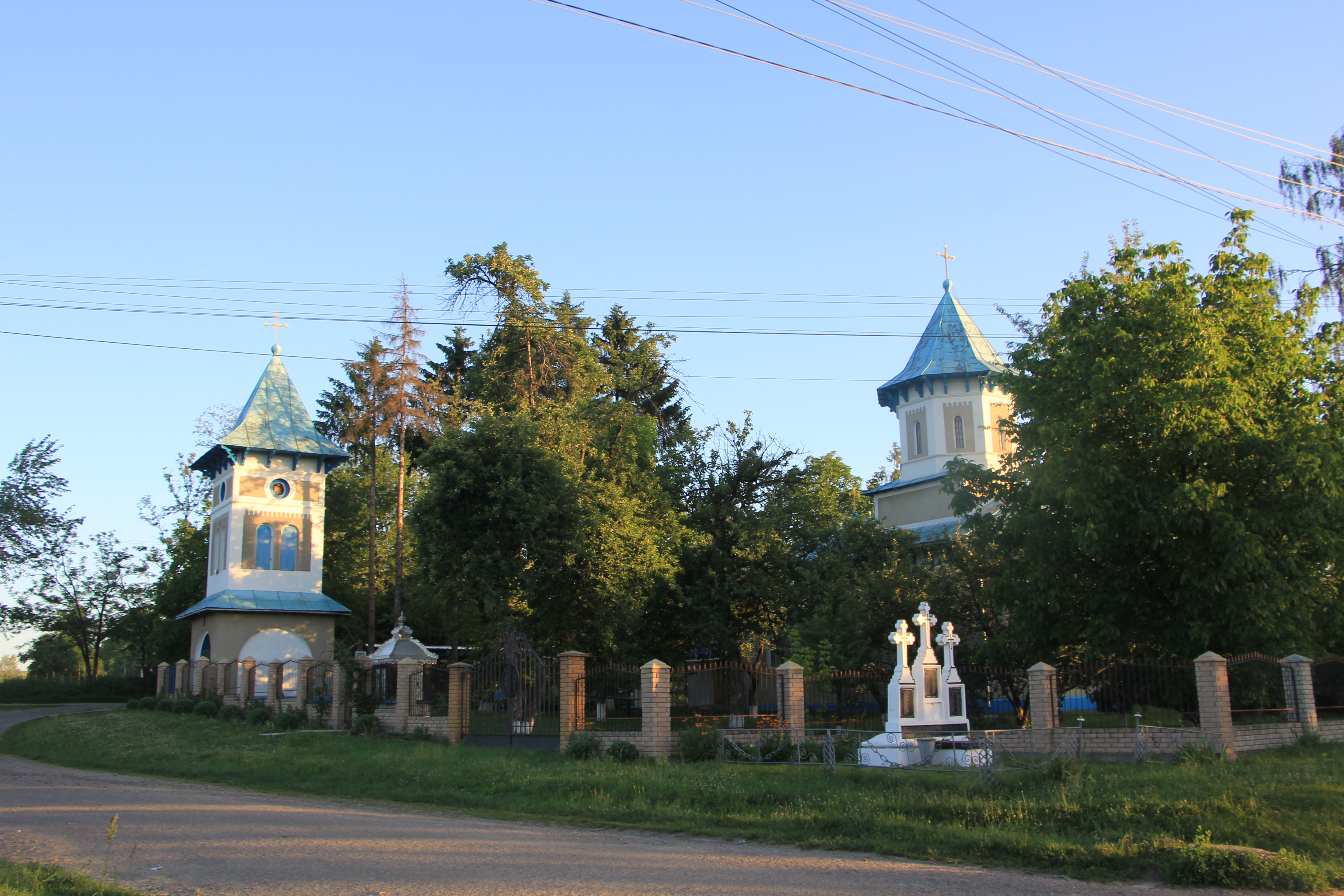
Новий храм с. Годинівка